# Microsoft Office 97
Microsoft Office 97 (número de versión Office 8.0), más conocido como Office 97, es una suite ofimática desarrollada por Microsoft para Windows, lanzada el 16 de enero de 1997. Fue la última versión soportada para Windows NT 3.51.

## Novedades
Office 97 trae consigo el Ayudante de Office, una funcionalidad que muestra un personaje animado en la pantalla el cual da distintos consejos, según la situación en la que se encuentra el usuario. Asimismo, se encarga de presentar los mensajes de aviso o exclamación en lugar de aparecer en una ventana de diálogo. Dichos personajes se podían cambiar a gusto del usuario; esta versión incorporaba Clipo (Clippy), Ridondo, Robi, Dr. Genio, Logotipo de Office, Natura, Capitán Can, Catulina y Will.
La interfaz de las aplicaciones cambia levemente en comparación a Office 95. Los botones de las barras de herramientas se muestran sin contorno, y el título ya no posee el gradiente con la palabra Microsoft en cursiva y negrita, quitando la imitación al logotipo de la empresa.
La edición de Smart Business implementa por primera vez un asistente para la activación de productos. Ya la siguiente versión de Office lo tendría por defecto en todas las aplicaciones.

## Ediciones
Office 97 tuvo 5 ediciones, las cuales son:
| Programas          | Standard Edition | Professional Edition | Small Business Edition | Small Business Edition 2.0 | Developer Edition |
| ------------------ | ---------------- | -------------------- | ---------------------- | -------------------------- | ----------------- |
| Word 97            | Sí               | Sí                   | Sí                     | Sí                         | Sí                |
| Excel 97           | Sí               | Sí                   | Sí                     | Sí                         | Sí                |
| Outlook 97         | Sí               | Sí                   | Sí                     | Sí                         | Sí                |
| PowerPoint 97      | Sí               | Sí                   | No                     | No                         | Sí                |
| Access 97          | No               | Sí                   | No                     | No                         | Sí                |
| Publisher 97       | No               | Sí                   | Sí                     | No                         | No                |
| Photo Editor 97    | No               | Sí                   | No                     | No                         | No                |
| Binder 97          | No               | Sí                   | No                     | No                         | No                |
| Expedia Streets 98 | No               | No                   | Sí                     | No                         | No                |
| FrontPage 97*      | No               | No                   | No                     | No                         | No                |
| Project 97*        | No               | No                   | No                     | No                         | No                |

* Vendido por separado

## Easter Eggs
En Excel, se puede activar un "Simulador de Vuelo" (Flight Simulator) de forma oculta mediante un truco, mientras que en Word, se puede activar "Pinball" oculto.